# Suceava (rivière)
La Suceava est une rivière d'Ukraine et de Roumanie, affluent droit Siret, donc sous-affluent du fleuve le Danube.

## Géographie
De 170 km de longueur[réf. nécessaire], la rivière Suceava est une rivière du nord-est de la Roumanie, en Moldavie, dans le județ de Suceava. Elle descend du massif de Lucina dans les Carpates ukrainiennes, en Bucovine, près de la frontière de l'Ukraine. Elle coule sur 170 km avant de rejoindre le Siret 21 km au sud-est de la ville de Suceava, près de la ville de Liteni.

### Bassin versant
Son bassin versant est de 3 800 km2 de superficie[réf. nécessaire].

## Affluents
- Pozen (rd[note 1]),

## Hydrologie
Son module est de 20 m3/s[réf. nécessaire].